# Thảm sát Kfar Aza
Ngày 07 tháng 10 năm 2023, khoảng 70 chiến binh của lực lượng Hamas tràn vào và tấn công vùng Kfar Aza, một kibbutz của Israel cách dải Gaza khoảng 3 km, giết hại hàng loạt người dân vô tội và bắt cóc nhiều người đưa về Gaza làm con tin.
Trước khi bị tấn công, Kfar Aza có dân số vào khoảng 400, và phải mất tới hai tuần sau đó thì lực lượng phòng vệ Israel mới tải kiểm soát được vùng này.
Vụ thảm sát quy mô lớn này bị lên án bởi sự tàn bạo của bên thực hiện, khi đã thực hiện giết hại dân thường theo những cách dã man như chặt đầu, phanh thây, và thiêu sống. Một vài nguồn tin từ Israel cho biết họ cũng đã tìm thấy xác các trẻ em bị phanh thây.

## Thảm sát
Sáng 07 tháng 10 năm 2023, khoảng 70 tay súng vũ trang của Hamas phá hàng rào và đột nhập Kfar Aza. Sau khi tràn vào, bắt đầu tại một điểm cách dải Gaza khoảng 3 km, các tay súng này bắt đầu nổ súng bắn thẳng vào thường dân Kfar Aza. Trong số nhiều gia đình và trẻ em ở khu vực này, 52 người đã bị giết hại.
Sau khi giết hại toàn bộ lực lượng dân quân Kfar Aza nhờ lợi thế áp đảo về số lượng, Hamas mở rộng cuộc tấn công qua tất cả các hướng. Những tay súng này tràn vào nhà dân thường, giết hết tất cả những ai có trong nhà, sau đó đốt luôn nhà họ. Khi lực lượng Israel tìm tới, họ phát hiện ra những xác người may mắn không bị thiêu thì hai tay cũng bị trói chặt.
Sau đó, trước khi rút lui, các tay súng Hamas đã bắt cóc nhiều người về Gaza làm con tin. Trong số con tin này có cả phụ nữ, trẻ em, và người cao tuổi.
Tướng Israel Itai Veruv lên án vụ thảm sát, coi đây là một hành động khủng bố.
Sau cuộc tấn công, Nhóm đổ bộ hàng không của Đơn vị đặc nhiệm 71 của Israel đã được điều động tới đánh trả và tái chiếm Kfar Aza.
Ba ngày sau, ngày 10 tháng 10 năm 2023, báo chí được tiếp cận và đưa tin hiện trường. Hamas sau đó cũng tung ra video của cuộc tấn công.

## Thiệt hại về nhân mạng
Theo BBC, đa số nạn nhân đều chết ngay trong giờ đầu tiên của vụ tấn công. Cho tới ngày 10 tháng 10 năm 2023, những người lính Israel vẫn còn tiếp tục tìm kiếm các phần xác nạn nhân trong khu vực. Một người lính tại hiện trường cho biết anh thấy những xác người bị chặt đầu, nhiều xác khác bị phanh thây hoặc bị thiêu cháy, trong đó có cả xác trẻ em.

### Các cáo buộc về việc chặt đầu
Báo i24NEWS đã phỏng vấn một thành viên của Lực lượng Phòng vệ Israel (IDF) nằm trong đội cứu hộ. Anh cho biết bản thân cùng đồng đội đã tìm thấy xác của 40 trẻ em, một vài trong số đó không còn đầu. Sau đó, kênh CBS News đã phỏng vấn ông Yossi Landau, quản lý cấp cao của tổ chức cứu hộ khẩn cấp ZAKA, ông cho hay rằng cả xác trẻ sơ sinh và xác trẻ em đều được tìm thấy, bên cạnh của những xác người trưởng thành đã bị phanh thây. Ông cũng xác nhận với báo Sky News rằng 80% các thi thể tại Kfar Aza và Be'eri có dấu hiệu cho thấy các nạn nhân bị tra tấn trước khi bị giết hại.
Người phát ngôn của thủ tướng Israel Benjamin Netanyahu sau đó đưa ra tuyên bố cho thấy có trẻ sơ sinh bị chặt đầu, sau đó tổng thống Hoa Kỳ Joe Biden cũng đã xác nhận với báo chí rằng ông đã nhìn thấy các bằng chứng từ hình chụp hiện trường. Tuy nhiên, ngay sau đó Nhà Trắng xác nhận lại là những hình ảnh mà tổng thống Biden đã thấy là hình ảnh từ báo chí, và từ phát ngôn của thủ tướng Israel Netanyahu.
Lực lượng phòng vệ Israel thông tin với báo Business Insider rằng họ sẽ dừng các hoạt động điều tra, để thể hiện sự tôn trọng với những người đã khuất. Sau đó, văn phòng của thủ tướng Netanyahu công khai các hình ảnh của thi thể trẻ sơ sinh. Các nhà điều tra tội phạm nói họ đã thấy các bằng chứng rõ ràng cho thấy dân thường bị chặt đầu, tuy nhiên rất khó để xác minh được là Hamas chặt đầu các nạn nhân trước hay sau khi giết hại họ, và rằng cũng có khả năng là việc thi thể bị mất đầu là do bị mảnh văng cắt khi bị các tay súng Hamas bắn bằng súng phóng lựu.

## Nạn nhân sống sót
Ông Ziv Stahl, chủ tịch tổ chức nhân quyền Yesh Din, cũng là một nạn nhân trong cuộc thảm sát, đã kêu gọi không thực hiện trả đũa qua một bài viết trên trang Haaretz, với lập luận rằng "Việc đánh bom Gaza mà không phân biệt mục tiêu quân sự với những thường dân không liên quan tới những tội ác này không thể nào là một giải pháp hợp lý".

Một người khác sống sót sau cuộc thảm sát là Avidor Schwartzman kể lại về việc anh cùng vợ và con gái một tuổi đã ẩn náu trong phòng an toàn trong suốt hơn 20 tiếng cho tới khi được những người lính Israel cứu.
"Thân xác la liệt khắp nơi. Xác chết khắp mọi nơi. Chúng tôi thấy mảnh đất thiên đường bé nhỏ của chúng tôi bị đốt phá – bị thiêu rụi và máu loang khắp nơi."